# Пьянелло-Валь-Тидоне
Пьянелло-Валь-Тидоне (итал. Pianello Val Tidone) —  коммуна в Италии, располагается в регионе Эмилия-Романья, подчиняется административному центру Пьяченца.
Население составляет 2207 человек, плотность населения составляет 60,64 чел./км². Занимает площадь 36,39 км². Почтовый индекс — 29010. Телефонный код — 0523.
Покровителями коммуны почитаются святой Маврикий, празднование 22 сентября, и святой Колумбан.